# Bandbreedtebeperking
Bandbreedtebeperking houdt in dat de communicatiesnelheid (in bytes of kilobytes per seconde) wordt beperkt, zowel van binnenkomende (ontvangen) als uitgaande (verzonden) gegevens in een netwerkknooppunt of in een netwerkapparaat. De datasnelheid en weergave kunnen worden beperkt afhankelijk van verschillende parameters en omstandigheden.
Bandbreedtebeperking moet niet verward worden met snelheidsbeperking, die werkt op clientverzoeken op het niveau van de toepassingsserver en/of op het niveau van het netwerkbeheer (d.w.z. door het inspecteren van protocol data packets). Snelheidsbeperking kan ook helpen om pieken in datasnelheid onder controle te houden.

## Overzicht
Het is efficiënter om de snelheid van gegevens vanaf de bron te beperken (een client- of servercomputer) dan de snelheid te beperken in een tussenliggend netwerkapparaat tussen de client en de server. In het eerste geval gaan meestal geen network packets verloren, terwijl in het tweede geval packets kunnen worden verwijderd als de inkomende datasnelheid de bandbreedtelimiet of de capaciteit van het apparaat overschrijdt en er geen buffer is om de pieken op te vangen.
In het tweede geval kunnen verwijderde data packets opnieuw worden verzonden door de verzender en vervolgens opnieuw worden ontvangen.
Wanneer een netwerkapparaat op laag niveau inkomende data packets verwijdert, kan het meestal ook die informatie aan de gegevensoverdrachtzender doorgeven om de transmissiesnelheid te vertragen 

### Applicatieniveau
Bandbreedtebeperking op applicatieniveau (een clientprogramma of een serverprogramma, bijvoorbeeld een FTP-server, een webserver, enz.) kan worden uitgevoerd en geconfigureerd om gegevens die via het netwerk worden verzonden te beperken of zelfs gegevens die van het netwerk worden ontvangen te beperken (door gegevens te lezen met hoogstens een bepaalde hoeveelheid per seconde).

### Netwerkniveau
Bandbreedtebeperking op netwerkniveau (typisch uitgevoerd door een internetprovider, ofwel ISP) is het opzettelijk vertragen of versnellen van een internetdienst door een internetprovider (ISP). Het is een reactieve maatregel die wordt toegepast in communicatienetwerken om het netwerkverkeer te reguleren en de congestie van de bandbreedte te minimaliseren. Bandbreedtebeperking kan op verschillende locaties in het netwerk plaatsvinden. Op een local area network (LAN) kan een systeembeheerder ("sysadmin") bandbreedtebeperking gebruiken om te helpen bij het beperken van netwerkcongestie en servercrashes. Op een breder niveau kan de internetprovider bandbreedtebeperking gebruiken om het gebruik van bandbreedte door een gebruiker te verminderen die aan het lokale netwerk wordt geleverd. Bandbreedtebeperking wordt ook gebruikt als een maatstaf voor de gegevenssnelheid op websites voor internetsnelheidstests.
Bandbreedtebeperking kan actief worden gebruikt om de upload- en downloadsnelheden van een gebruiker te beperken op programma's zoals videostreaming, BitTorrent-protocollen en andere bestandsdelingsapplicaties, evenals het gebruik van de totale bandbreedte die aan alle gebruikers op het netwerk wordt geleverd gelijkmatig te verdelen. Bandbreedtebeperking wordt ook vaak gebruikt in internettoepassingen om een belasting over een breder netwerk te verdelen om lokale netwerkcongestie te verminderen, of over een aantal servers om overbelasting van individuele servers te voorkomen en zo het risico op systeemcrashes te verminderen, en extra inkomsten te genereren door gebruikers een stimulans te geven om duurdere gelaagde prijsstructuren te gebruiken, waarbij de bandbreedte niet wordt beperkt.

## Operatie
Een computernetwerk bestaat typisch uit een aantal servers, die gegevens hosten en diensten verlenen aan clients. Het internet is een goed voorbeeld hiervan, waarbij webservers worden gebruikt om websites te hosten en informatie te verstrekken aan een potentieel zeer groot aantal clientcomputers. Clients zullen verzoeken doen aan servers, die zullen reageren door de vereiste gegevens te verzenden, zoals een liedbestand, een video, enzovoort, afhankelijk van wat de cliënt heeft aangevraagd. Aangezien er typisch veel clients per server zijn, zal de vraag naar gegevensverwerking op een server over het algemeen aanzienlijk groter zijn dan op een individuele cliënt. Daarom worden servers meestal geïmplementeerd met computers met een hoge gegevenscapaciteit en verwerkingskracht. Het verkeer op een dergelijk netwerk zal in de loop van de tijd variëren, en er zullen periodes zijn waarin cliëntverzoeken pieken of verzonden reacties enorm zijn, soms de capaciteit van delen van het netwerk overschrijdend en congestie veroorzakend, vooral op delen van het netwerk die knelpunten vormen. Dit kan leiden tot het falen van gegevensverzoeken, of in het ergste geval tot servercrashes.
Om te voorkomen dat dergelijke situaties zich voordoen, kan een cliënt/server/systeembeheerder ervoor kiezen (indien beschikbaar) om bandbreedtebeperking in te schakelen:
- op het niveau van de toepassingssoftware, om de snelheid van inkomende (ontvangen) gegevens en/of de snelheid van uitgaande (verzonden) gegevens te regelen:
- een clientprogramma kan geconfigureerd worden om het verzenden (uploaden) van een groot bestand naar een serverprogramma te beperken om wat netwerkbandbreedte te reserveren voor andere doeleinden (bijvoorbeeld voor het verzenden van e-mails met bijgevoegde gegevens, het browsen op websites, enz.);
- een serverprogramma (bijv. een webserver) kan zijn uitgaande gegevens beperken om meer gelijktijdige actieve clientverbindingen toe te staan zonder te veel netwerkbandbreedte te gebruiken (bijvoorbeeld slechts 90% van de beschikbare bandbreedte te gebruiken om een reserve te behouden voor andere activiteiten, enz.).

Enkele voorbeelden: laten we aannemen dat we een server hebben met een snel toegang tot internet van 100 MB/s (ongeveer 1000 Mbit/s), laten we aannemen dat de meeste clients een netwerksnelheid van 1 MB/s (ongeveer 10 Mbit/s) hebben voor toegang tot internet, en laten we aannemen dat we in staat zijn om enorme bestanden te downloaden (bijv. 1 GB elk):
- Met bandbreedtebeperking kan een server die een maximale uitvoersnelheid van 100 kB/s (ongeveer 1 Mbit/s) per TCP-verbinding gebruikt, minstens 1000 actieve TCP-verbindingen toestaan (of zelfs 10.000 als de uitvoer beperkt is tot 10 kB/s) (actieve verbindingen betekent dat gegevens, zoals een groot bestand, worden gedownload van server naar client);
- Zonder bandbreedtebeperking zou een server efficiënt slechts 100 actieve TCP-verbindingen kunnen bedienen (100 MB/s / 1 MB/s) voordat de netwerkbandbreedte verzadigd raakt. Een verzadigd netwerk (bijvoorbeeld met een bottleneck via een internettoegangspunt) kan de pogingen om andere nieuwe verbindingen tot stand te brengen aanzienlijk vertragen of zelfs laten mislukken vanwege time-outs, enzovoort. Bovendien zouden nieuwe actieve verbindingen niet gemakkelijk of snel hun juiste deel van de bandbreedte kunnen krijgen.

- Op het niveau van netwerkbeheer kunnen beleidsregels vergelijkbaar of zelfs geavanceerder dan die op het niveau van toepassingssoftware worden ingesteld op laag niveau netwerkapparaten nabij het internettoegangspunt. Deze beleidsregels kunnen worden gebruikt om de snelheid van gegevens die worden ontvangen of verzonden, zowel op laag niveau (data packets) als op hoog niveau (bijvoorbeeld door inspectie van toepassingsprotocolgegevens), te regelen.

## Gebruik
Een bandbreedte-intensief apparaat, zoals een server, kan de snelheid waarmee het gegevens ontvangt of verzendt beperken (throttling), om overbelasting van de verwerkingscapaciteit te voorkomen of om netwerkbandbreedte te verzadigen. Dit kan zowel worden gedaan op lokale netwerkservers als op ISP-servers. ISPs maken vaak gebruik van deep packet inspection (DPI), die breed beschikbaar is in routers of wordt geleverd door speciale DPI-apparatuur. Bovendien stellen de hedendaagse netwerkapparatuur ISPs in staat om statistieken over stroomgroottes te verzamelen met lijnsnelheid, die kunnen worden gebruikt om grote stromen voor verkeersvormgeving te markeren. Twee ISPs, Cox en Comcast, hebben verklaard dat ze deze praktijk toepassen, waarbij ze de bandbreedte van gebruikers tot wel 99% kunnen beperken. Tegenwoordig beperken de meeste, zo niet alle, internetproviders de bandbreedte van hun gebruikers, met of zonder dat de gebruiker zich hiervan bewust is. In het specifieke geval van Comcast ontwikkelde een leverancier van apparatuur genaamd Sandvine de netwerkbeheertechnologie die P2P-bestandsoverdrachten beperkte.
Diegenen van wie de bandbreedte zou kunnen worden beperkt, zijn typisch mensen die voortdurend torrents downloaden en uploaden, of mensen die gewoon veel online video's bekijken. Als dit wordt gedaan door een ISP, beschouwen velen deze praktijk als een oneerlijke manier om de bandbreedte te reguleren, omdat consumenten niet de vereiste bandbreedte krijgen, zelfs nadat ze de door de ISP vastgestelde prijzen hebben betaald. Door de mensen die zoveel bandbreedte gebruiken te beperken, beweren de ISP's dat ze hun reguliere gebruikers een betere algehele servicekwaliteit kunnen bieden.

## Wet
Bandbreedtebeperking op applicatieniveau is meestal volkomen legaal omdat het een keuze is van de clientmanager of de servermanager (door de serverbeheerder) om al dan niet de snelheid van gegevens die van een extern programma via het netwerk worden ontvangen, te beperken, of de snelheid van gegevens die naar het doelprogramma worden verzonden (server of client) te beperken.
Bandbreedtebeperking op netwerkniveau daarentegen wordt beschouwd als een overtreding in de VS volgens de regelgeving van de Federal Communications Commission. Terwijl ISP's profiteren van het onvermogen van individuen om tegen hen te vechten, kunnen boetes oplopen tot $25.000 USD voor het vertragen van de snelheid. In de Verenigde Staten is netneutraliteit, het principe dat internetproviders (ISP's) alle gegevens op het internet gelijk behandelen en niet discrimineren, sinds de jaren 1990 een punt van geschil tussen netwerkgebruikers en toegangsproviders. Met netneutraliteit mogen ISP's niet opzettelijk specifieke online inhoud blokkeren, vertragen of geld vragen.
In april 2011 startte de Europese Unie een onderzoek naar de methoden van internetproviders om het verkeer op hun netwerken te beheren. Sommige ISP's beperken bijvoorbeeld de toegang tot diensten als Skype of BBC iPlayer tijdens piekuren, zodat hun gebruikers allemaal dezelfde service krijgen. De Eurocommissaris voor Digitale agenda, Neelie Kroes, zei: “Ik ben absoluut vastbesloten dat iedereen in de EU de kans moet hebben om te genieten van de voordelen van een open en legaal internet, zonder verborgen beperkingen of lagere snelheden dan beloofd. " Het Orgaan van Europese regelgevende instanties voor elektronische communicatie (Berec) zal de kwesties voor de EU onderzoeken en zowel bedrijven als consumenten om hun mening vragen. De EU heeft eind 2011 de resultaten van haar onderzoek gepubliceerd. Nieuwe Europese wetgeving houdt in dat ISP's het internetverkeer niet mogen blokkeren of vertragen, behalve waar dat nodig is.